# Картель Микола Тимофійович
Микола Тимофійович Картель — український науковець, академік НАН України, доктор хімічних наук, професор, академік-секретар Відділення хімії НАН України, директор Інституту хімії поверхні імені О. О. Чуйка НАН України (2006—2024)., почесний професор Києво-Могилянської академії .